# Vianne
Vianne là một xã trong tỉnh Lot-et-Garonne, thuộc vùng Nouvelle-Aquitaine của nước Pháp, có dân số là 1154 người (thời điểm 2007).